# 碳酸-3-氯丙烯酯
碳酸-3-氯丙烯酯是一种有机化合物，化学式为C4H5ClO3。它可由环氧氯丙烷和二氧化碳在叔胺存在下于100~130 °C、50~70 atm反应得到，但在催化剂存在下，反应在相对温和的条件下进行。它和金属钠在甲苯中反应，可以得到1,2,5,6-己四醇二碳酸酯。它和乙二胺在氧化镁催化下于乙醇中加热反应，可以得到2-咪唑烷酮。

## 拓展阅读
- Angela Dibenedetto, Antonella Angelini, Michele Aresta, Jayashree Ethiraj, Carlo Fragale, Francesco Nocito. . Tetrahedron. 2011-02, 67 (6): 1308–1313  [2023-03-11]. doi:10.1016/j.tet.2010.11.070. （原始内容存档于2023-05-20） （英语）.